# Petreto-Bicchisano

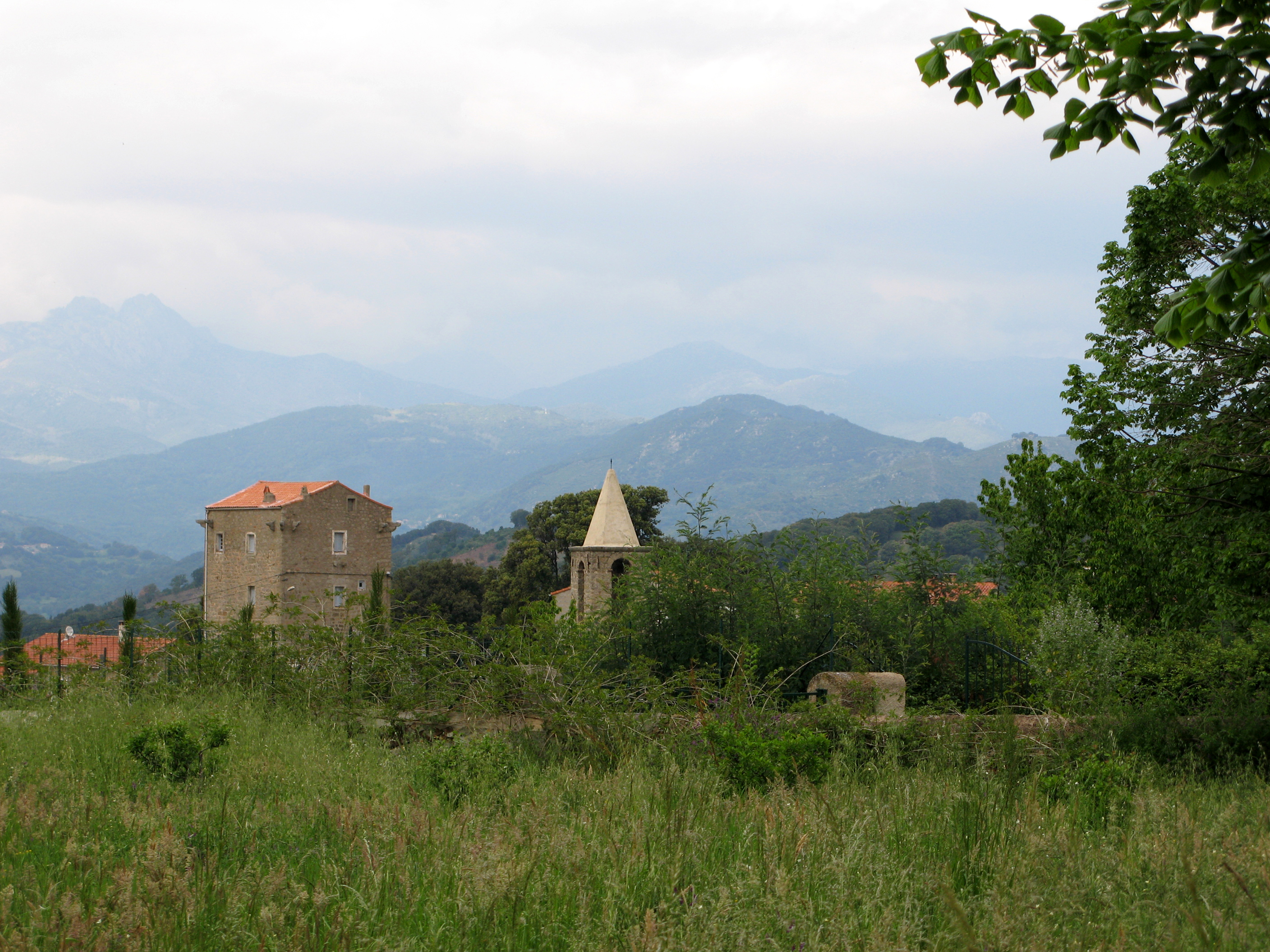

 Petreto-Bicchisano  là một xã của tỉnh Corse-du-Sud, thuộc vùng Corse, trên đảo Corse ở Pháp.